# Jan František Majer
Jan František Majer (1754 – 1815) byl mladším bratrem Antona Majera, synem Františka Majera a vnukem Jana Majera. Byl to kameník, který pocházel z významného kamenického rodu z Nové Vsi u Oslavan. Roku 1777 je označován jako kamenický učeň, později jako kameník a kamenický mistr.

## Kříže
Tvořil kamenné kříže v letech 1792-1795. Mezi jejich společné rysy patří velmi neumělé ztvárnění Krista. Celkově má postava Krista dětské proporce a provedení trnové koruny je také neobvyklé. Vzorem těchto křížů mohl být kříž u kostela v Řeznovicích.

## Kříže z jeho dílny stojí v obcích
- Ledce
- Medlov
- Senorady
- Tetčice